# Eko Holding
Eko Holding S.A. – polska spółka prawa handlowego.
EKO Gospodarstwa Spółka Akcyjna prowadzi sieć supermarketów w Polsce. Jej sklepy oferowały żywność, chemikalia i produkty przemysłowe. EKO Gospodarstwa Spółka Akcyjna powstała w 1996 i miała swoją siedzibę we Wrocławiu.
Do 2019 roku wszystkie sklepy zostały zastąpione przez markę nowego właściciela EKO (Eurocash) – Delikatesy Centrum.